# Avast Software
Avast Software（アバストソフトウェア）は、1988年に設立された、プラハに拠点を置くチェコ共和国の企業。主にソフトウェア開発などを行なっている。2022年にノートンライフロックの一部門となっている。

## 概要
アンチウイルスソフトウェアの開発を専門としており、Avast Antivirusが主要製品で、フリーウェア版の「無料 アンチウイルス」とサンドボックスを備えたシェアウェア版の「プロ アンチウイルス」、ファイアウォールやスパム対策を追加した「インターネット セキュリティ」を開発・販売し、アンチウイルスエンジンのOEM提供も行っている。1997年にはマカフィーにアンチウイルスエンジンを提供していた。

## 歴史
Avastは1988年にエドゥアルド・クチェラ（Eduard Kučera）とパヴェル・バウディシュ（Pavel Baudiš）によって設立された。
フリーミアムモデルの結果、ソフトウェアのユーザー数は2004年までに100万人、2006年までに2,000万人にまで増加した。 翌年12月、アバストは新規株式公開を申請したが、市場環境の変化を理由に翌年7月に申請を取り下げた。 2013年までにアバストは38カ国に2億人のユーザーを抱え、43の言語に翻訳された。
2010年6月1日に、社名をALWIL Software（アルウィルソフトウェア）からAVAST Software（アバストソフトウェア）へと変更した。また、2013年に発表した「avast! 2014」以降はバージョン表記に年を使用するようになった。
2014年、CVC Capital はアバストの株式を非公開の金額で購入した。この買収によってアバストは10億ドルの評価を得た。同年後半、アバストはアバストのモバイルアプリを構築するためにモバイルアプリ開発者のInmiteを買収した。さらに、アバストのオンラインサポートフォーラムが2014年に侵害され、40万人の名前、パスワード、および電子メールアドレスが流出した。 2015年までに、アバストはウイルス対策ソフトウェアの市場で最大のシェアを持っていた。 2016年7月、アバストはAVGを13億ドルで買収することで合意に達した。 AVGはデスクトップとモバイルデバイス用のソフトウェアを販売する大規模なITセキュリティ企業であった。 2017年7月、アバストは英国を拠点とするPiriformを非公開の金額で買収した。PiriformはCCleanerの開発元であった。その直後、何者かがハッカー用のバックドアを備えた悪意のあるバージョンのCCleanerを作成した可能性があることが公表された。 
アバストは2018年5月にロンドン証券取引所でIPOを果たし、その評価額は24億ポンドとなり、英国最大のテクノロジー上場の一つとなった。
プラハ証券取引所およびロンドン証券取引所に上場していたが、2022年9月、同業のノートンライフロックによる買収が完了し、その一部門となった。

## 製品
AVAST Software社が扱っている製品の一覧
- 個人向け
  - Avast Free Antivirus
  - Avast Premium Security
  - Avast Omni
  - Avast Mac Security (macOS用)
  - Avast SecureLine VPN (Windows用, macOS用, Android用, iOS用)
  - Avast Passwords (Windows用, macOS用, Android用, iOS用)
  - Avast Cleanup (Windows用, Android用)
  - Avast Battery Saver (Windows用, Android用)
  - Avast Mobile Security (Android用, iOS用)
  - Avast SecureMe (iOS用)
  - Avast Wi-Fi Finder (Android用, iOS用)
  - Avast Secure Browser (Windows用, macOS用)
  - Avast Driver Updater
  - Avast AntiTrack Premium
  - Avast SafePrice
  - Avast Online Security
- 企業向け
  - Avast Business Antivirus (Windows用, macOS用, Linux用)
  - Avast Cloud Care